# Listă de powiate din Polonia

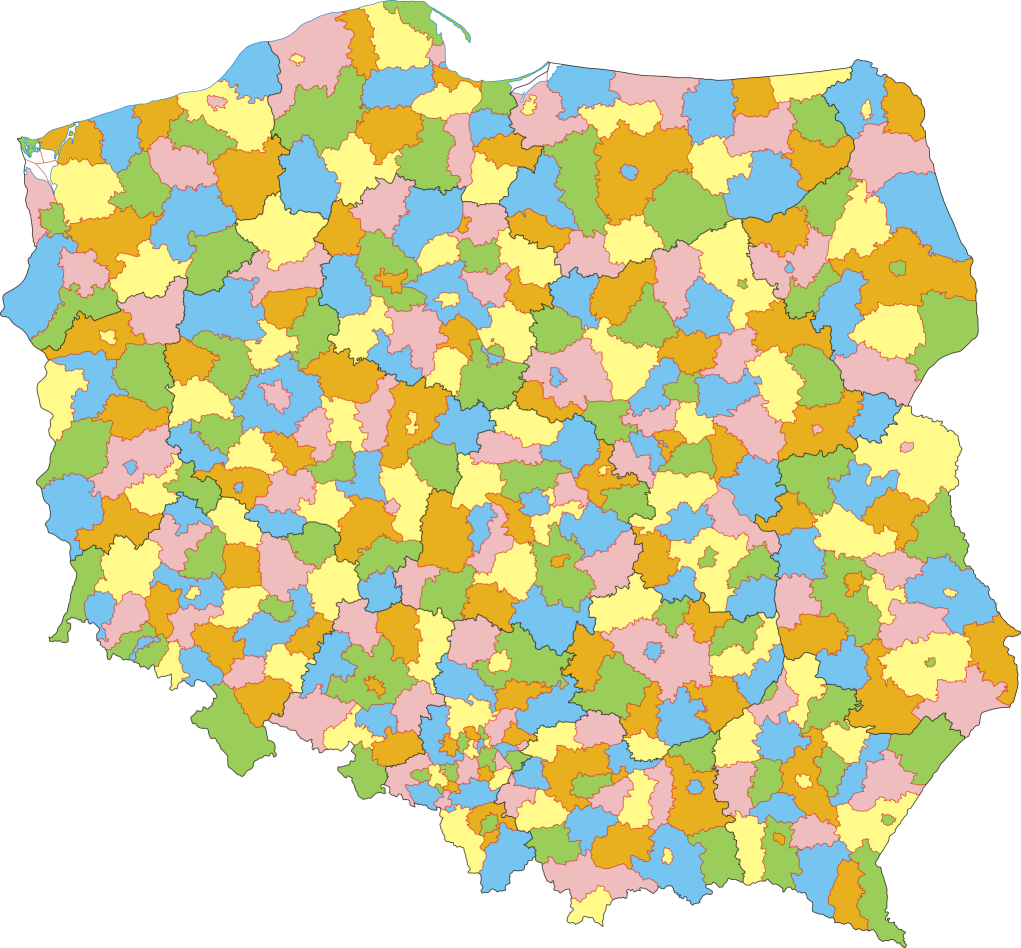
Powiatele Poloniei

Această listă prezentează powiatele Poloniei. Un „powiat” este o unitate administrativă a voievodatului polonez, compusă din comune (gmine).

## Powiate urbane (municipii)
| Nume                 | Voievodat             | Populație (2007) | Suprafață (km²) | Stemă                               |
| -------------------- | --------------------- | ---------------- | --------------- | ----------------------------------- |
| Biała Podlaska       | Lublin                | 59.047           | 49,40           | Stema oraşului Biała Podlaska       |
| Białystok            | Podlasia              | 294.830          | 102,12          | Stema oraşului Białystok            |
| Bielsko-Biała        | Silezia               | 176.453          | 124,51          | Stemele oraşului Bielsko-Biała      |
| Bydgoszcz            | Cuiavia și Pomerania  | 363.468          | 175,00          | Stema oraşului Bydgoszcz            |
| Bytom                | Silezia               | 188.234          | 69,43           | Stema oraşului Bytom                |
| Chełm                | Lublin                | 67.887           | 35,28           | Stema oraşului Chełm                |
| Chorzów              | Silezia               | 114.686          | 33,50           | Stema oraşului Chorzów              |
| Częstochowa          | Silezia               | 245.030          | 159,61          | Stema oraşului Częstochowa          |
| Dąbrowa Górnicza     | Silezia               | 129.599          | 187,81          | Stema oraşului Dąbrowa Górnicza     |
| Elbląg               | Varmia și Mazuria     | 126.985          | 80,00           | Stema oraşului Elbląg               |
| Gdańsk               | Pomerania             | 456.658          | 262,03          | Stema oraşului Gdańsk               |
| Gdynia               | Pomerania             | 248.767          | 135,49          | Stema oraşului Gdynia               |
| Gliwice              | Silezia               | 198.499          | 134,20          | Stema oraşului Gliwice              |
| Gorzów Wielkopolski  | Lubusz                | 125.504          | 85,98           | Stema oraşului Gorzów Wielkopolski  |
| Grudziądz            | Cuiavia și Pomerania  | 99.244           | 57,76           | Stema oraşului Grudziądz            |
| Jastrzębie-Zdrój     | Silezia               | 94.072           | 85,44           | Stema oraşului Jastrzębie-Zdrój     |
| Jaworzno             | Silezia               | 95.771           | 152,20          | Stema oraşului Jaworzno             |
| Jelenia Góra         | Silezia Inferioară    | 86.503           | 109,22          | Stema oraşului Jelenia Góra         |
| Kalisz               | Polonia Mare          | 108.477          | 55,27           | Stema oraşului Kalisz               |
| Katowice             | Silezia               | 314.500          | 164,67          | Stema oraşului Katowice             |
| Kielce               | Sfânta Cruce          | 207.188          | 109,65          | Stema oraşului Kielce               |
| Konin                | Polonia Mare          | 80.471           | 81,68           | Stema oraşului Konin                |
| Koszalin             | Pomerania Occidentală | 107.693          | 83,20           | Stema oraşului Koszalin             |
| Kraków (Cracovia)    | Polonia Mică          | 756.267          | 326,84          | Stema oraşului Kraków (Cracovia)    |
| Krosno               | Podcarpația           | 47.723           | 43,48           | Stema oraşului Krosno               |
| Legnica              | Silezia Inferioară    | 105.186          | 56,29           | Stema oraşului Legnica              |
| Leszno               | Polonia Mare          | 63.955           | 31,90           | Stema oraşului Leszno               |
| Lublin               | Lublin                | 353.483          | 147,50          | Stema oraşului Lublin               |
| Łomża                | Podlasia              | 63.387           | 32,72           | Stema oraşului Łomża                |
| Łódź                 | Łódź                  | 760.251          | 294,39          | Stema oraşului Łódź                 |
| Mysłowice            | Silezia               | 76.102           | 65,57           | Stema oraşului Mysłowice            |
| Nowy Sącz            | Polonia Mică          | 84.487           | 57,06           | Stema oraşului Nowy Sącz            |
| Olsztyn              | Varmia și Mazuria     | 175.241          | 88,33           | Stema oraşului Olsztyn              |
| Opole                | Opole                 | 127.602          | 96,55           | Stema oraşului Opole                |
| Ostrołęka            | Mazovia               | 53.605           | 29,00           | Stema oraşului Ostrołęka            |
| Piekary Śląskie      | Silezia               | 58.516           | 39,67           | Stema oraşului Piekary Śląskie      |
| Piotrków Trybunalski | Łódź                  | 79.961           | 67,27           | Stema oraşului Piotrków Trybunalski |
| Płock                | Mazovia               | 127.224          | 88,06           | Stema oraşului Płock                |
| Poznań               | Polonia Mare          | 564.951          | 261,85          | Stema oraşului Poznań               |
| Przemyśl             | Podcarpația           | 66.128           | 43,66           | Stema oraşului Przemyśl             |
| Radom                | Mazovia               | 225.845          | 111,71          | Stema oraşului Radom                |
| Ruda Śląska          | Silezia               | 145.471          | 77,70           | Stema oraşului Ruda Śląska          |
| Rybnik               | Silezia               | 138.990          | 135,10          | Stema oraşului Rybnik               |
| Rzeszów              | Podcarpația           | 170.722          | 91,54           | Stema oraşului Rzeszów              |
| Siedlce              | Mazovia               | 77.100           | 31,87           | Stema oraşului Siedlce              |
| Siemianowice Śląskie | Silezia               | 72.247           | 25,50           | Stema oraşului Siemianowice Śląskie |
| Skierniewice         | Łódź                  | 49.300           | 32,60           | Stema oraşului Skierniewice         |
| Słupsk               | Pomerania             | 99.644           | 43,15           | Stema oraşului Słupsk               |
| Sopot                | Pomerania             | 40.666           | 17,31           | Stema oraşului Sopot                |
| Sosnowiec            | Silezia               | 223.284          | 91,26           | Stema oraşului Sosnowiec            |
| Suwałki              | Podlasia              | 69.208           | 65,24           | Stema oraşului Suwałki              |
| Szczecin             | Pomerania Occidentală | 409.068          | 300,83          | Stema oraşului Szczecin             |
| Świętochłowice       | Silezia               | 55.065           | 13,22           | Stema oraşului Świętochłowice       |
| Świnoujście          | Pomerania Occidentală | 40.819           | 197,23          | Stema oraşului Świnoujście          |
| Tarnobrzeg           | Podcarpația           | 50.060           | 85,60           | Stema oraşului Tarnobrzeg           |
| Tarnów               | Polonia Mică          | 116.967          | 72,40           | Stema oraşului Tarnów               |
| Toruń                | Cuiavia și Pomerania  | 206.765          | 115,72          | Stema oraşului Toruń                |
| Tychy                | Silezia               | 130.492          | 81,72           | Stema oraşului Tychy                |
| Warszawa (Varșovia)  | Mazovia               | 1702.139         | 516,90          | Stema oraşului Varşovia             |
| Włocławek            | Cuiavia și Pomerania  | 118.957          | 84,32           | Stema oraşului Włocławek            |
| Wrocław              | Silezia Inferioară    | 634.630          | 292,84          | Stema oraşului Wrocław              |
| Zabrze               | Silezia               | 190.110          | 80,47           | Stema oraşului Zabrze               |
| Zamość               | Lublin                | 66.112           | 30,34           | Stema oraşului Zamość               |
| Zielona Góra         | Lubusz                | 118.115          | 58,32           | Stema oraşului Zielona Góra         |
| Żory                 | Silezia               | 62.416           | 64,64           | Stema oraşului Żory                 |

### Foste powiate urbane
| Nume      | Voievodat          | Populație (2007) | Suprafață (km²) | Stema                    | Data lichidării   | Acum în           |
| --------- | ------------------ | ---------------- | --------------- | ------------------------ | ----------------- | ----------------- |
| Wałbrzych | Silezia Inferioară | 124.988          | 84,70           | Stema oraşului Wałbrzych | 31 decembrie 2002 | powiat wałbrzyski |

## Powiate teritoriale

### A
| Nume           | Reședință            | Voievodat            | Populație (2005) | Suprafăța (km²) | Stemă                           |
| -------------- | -------------------- | -------------------- | ---------------- | --------------- | ------------------------------- |
| aleksandrowski | Aleksandrów Kujawski | Cuiavia și Pomerania | 53.213           | 475,61          | Stema powiatului aleksandrowski |
| augustowski    | Augustów             | Podlasia             | 58.995           | 1658,27         | Stema powiatului augustowski    |

### B
| Nume                | Reședință       | Voievodat             | Populație (2005) | Suprafăța (km²) | Stemă                                |
| ------------------- | --------------- | --------------------- | ---------------- | --------------- | ------------------------------------ |
| bartoszycki         | Bartoszyce      | Varmia și Mazuria     | 61.687           | 1308,54         |                                      |
| bełchatowski        | Bełchatów       | Łódź                  | 112.309          | 969,21          | Stema powiatului bełchatowski        |
| będziński           | Będzin          | Silezia               | 151.122          | 368,02          | Stema powiatului będziński           |
| bialski             | Biała Podlaska  | Lublin                | 114.227          | 2753,67         | Stema powiatului bialski             |
| białobrzeski        | Białobrzegi     | Mazovia               | 33.545           | 639,28          | Stema powiatului białobrzeski        |
| białogardzki        | Białogard       | Pomerania Occidentală | 48.322           | 845,36          | Stema powiatului białogardzki        |
| białostocki         | Białystok       | Podlasia              | 139.434          | 2984,64         | Stema powiatului białostocki         |
| bielski             | Bielsk Podlaski | Podlasia              | 60.554           | 1385,20         | nu are                               |
| bielski             | Bielsko-Biała   | Silezia               | 149.741          | 457,23          | nu are                               |
| bieruńsko-lędziński | Bieruń          | Silezia               | 55.802           | 156,68          | Stema powiatului bieruńsko-lędziński |
| bieszczadzki        | Ustrzyki Dolne  | Podcarpația           | 22.268           | 1138,17         | nu are                               |
| biłgorajski         | Biłgoraj        | Lublin                | 104.501          | 1677,79         | Stema powiatului biłgorajski         |
| bocheński           | Bochnia         | Polonia Mică          | 100.160          | 649,28          | Stema powiatului bocheński           |
| bolesławiecki       | Bolesławiec     | Silezia Inferioară    | 88.318           | 1303,26         | Stema powiatului bolesławiecki       |
| braniewski          | Braniewo        | Varmia și Mazuria     | 44.067           | 1204,54         | Stema powiatului braniewski          |
| brodnicki           | Brodnica        | Cuiavia și Pomerania  | 74.999           | 1038,79         | Stema powiatului brodnicki           |
| brzeski             | Brzeg           | Opole                 | 92.637           | 876,52          | Stema powiatului brzeski             |
| brzeski             | Brzesko         | Polonia Mică          | 89.985           | 590,00          | Stema powiatului brzeski             |
| brzeziński          | Brzeziny        | Łódź                  | 30.654           | 358,51          | Stema powiatului brzeziński          |
| brzozowski          | Brzozów         | Podcarpația           | 65.514           | 540,39          | nu are                               |
| buski               | Busko-Zdrój     | Sfânta Cruce          | 73.940           | 967,39          | Stema powiatului buski               |
| bydgoski            | Bydgoszcz       | Cuiavia și Pomerania  | 93.735           | 1394,80         | Stema powiatului bydgoski            |
| bytowski            | Bytów           | Pomerania             | 75.373           | 2192,81         | Stema powiatului bytowski            |

### C
| Nume                    | Reședință   | Voievodat             | Populație (2005) | Suprafăța (km²) | Stemă                                    |
| ----------------------- | ----------- | --------------------- | ---------------- | --------------- | ---------------------------------------- |
| chełmiński              | Chełmno     | Cuiavia și Pomerania  | 51.375           | 527,62          | Stema powiatului chełmiński              |
| chełmski                | Chełm       | Lublin                | 73.709           | 1779,64         | nu are                                   |
| chodzieski              | Chodzież    | Polonia Mică          | 46.956           | 680,58          | Stema powiatului chodzieski              |
| chojnicki               | Chojnice    | Pomerania             | 91.128           | 1364,25         | Stema powiatului chojnicki               |
| choszczeński            | Choszczno   | Pomerania Occidentală | 50.327           | 1327,95         | Stema powiatului choszczeński            |
| chrzanowski             | Chrzanów    | Polonia Mică          | 128.093          | 371,49          | Stema powiatului chrzanowski             |
| ciechanowski            | Ciechanów   | Mazovia               | 91.502           | 1062,62         | Stema powiatului ciechanowski            |
| cieszyński              | Cieszyn     | Silezia               | 170.615          | 730,2           | Stema powiatului cieszyński              |
| czarnkowsko-trzcianecki | Czarnków    | Polonia Mare          | 86.142           | 1808,19         | Stema powiatului czarnkowsko-trzcianecki |
| częstochowski           | Częstochowa | Silezia               | 133.533          | 1519,49         | Stema powiatului częstochowski           |
| człuchowski             | Człuchów    | Pomerania             | 56.789           | 1574,41         | Stema powiatului człuchowski             |

### D
| Nume           | Reședință         | Voievodat             | Populație (2005) | Suprafăța (km²) | Stemă                           |
| -------------- | ----------------- | --------------------- | ---------------- | --------------- | ------------------------------- |
| dąbrowski      | Dąbrowa Tarnowska | Polonia Mică          | 59.628           | 527,04          | Stema powiatului dąbrowski      |
| dębicki        | Dębica            | Podcarpația           | 132.429          | 776,36          | Stema powiatului dębicki        |
| drawski        | Drawsko Pomorskie | Pomerania Occidentală | 58.424           | 1764,21         | Stema powiatului drawski        |
| działdowski    | Działdowo         | Varmia și Mazuria     | 65.224           | 953,18          | Stema powiatului działdowski    |
| dzierżoniowski | Dzierżoniów       | Silezia Inferioară    | 105.366          | 478,34          | Stema powiatului dzierżoniowski |

### E
| Nume     | Reședință | Voievodat         | Populație (2005) | Suprafăța (km²) | Stemă                     |
| -------- | --------- | ----------------- | ---------------- | --------------- | ------------------------- |
| elbląski | Elbląg    | Varmia și Mazuria | 56.434           | 1430,55         | Stema powiatului elbląski |
| ełcki    | Ełk       | Varmia și Mazuria | 84.600           | 1111,87         |                           |

### G
| Nume                | Reședință             | Voievodat             | Populație (2005) | Suprafăța (km²) | Stemă                                |
| ------------------- | --------------------- | --------------------- | ---------------- | --------------- | ------------------------------------ |
| garwoliński         | Garwolin              | Mazovia               | 106.363          | 1284,29         | Stema powiatului garwoliński         |
| gdański             | Pruszcz Gdański       | Pomerania             | 83.850           | 793,17          | Stema powiatului gdański             |
| giżycki             | Giżycko               | Varmia și Mazuria     | 56.945           | 118,74          | Stema powiatului giżycki             |
| gliwicki            | Gliwice               | Silezia               | 115.476          | 663,35          | Stema powiatului gliwicki            |
| głogowski           | Głogów                | Silezia Inferioară    | 87.675           | 443,06          | Stema powiatului głogowski           |
| głubczycki          | Głubczyce             | Opole                 | 50.722           | 673,10          | Stema powiatului głubczycki          |
| gnieźnieński        | Gniezno               | Polonia Mare          | 140.262          | 1254,34         | Stema powiatului gnieźnieński        |
| goleniowski         | Goleniów              | Pomerania Occidentală | 78.271           | 1616,99         | Stema powiatului goleniowski         |
| golubsko-dobrzyński | Golub-Dobrzyń         | Cuiavia și Pomerania  | 45.107           | 612,98          | Stema powiatului golubsko-dobrzyński |
| gołdapski           | Gołdap                | Varmia și Mazuria     | 27.055           | 771,93          | Stema powiatului gołdapski           |
| gorlicki            | Gorlice               | Polonia Mică          | 106.629          | 967,36          | Stema powiatului gorlicki            |
| gorzowski           | Gorzów Wielkopolski   | Lubusz                | 64.981           | 1213,32         | Stema powiatului gorzowski           |
| gostyniński         | Gostynin              | Mazovia               | 47.229           | 615,56          | Stema powiatului gostyniński         |
| gostyński           | Gostyń                | Polonia Mare          | 75.678           | 810,34          | Stema powiatului gostyński           |
| górowski            | Góra                  | Silezia Inferioară    | 36.630           | 738,11          | Stema powiatului górowski            |
| grajewski           | Grajewo               | Podlasia              | 50.340           | 967,24          | nu are                               |
| grodziski           | Grodzisk Mazowiecki   | Mazovia               | 76.990           | 366,87          | Stema powiatului grodziski           |
| grodziski           | Grodzisk Wielkopolski | Polonia Mare          | 49.255           | 643,72          | Stema powiatului grodziski           |
| grójecki            | Grójec                | Mazovia               | 96.524           | 1268,82         | Stema powiatului grójecki            |
| grudziądzki         | Grudziądz             | Cuiavia și Pomerania  | 38.433           | 728,39          | Stema powiatului grudziądzki         |
| gryficki            | Gryfice               | Pomerania Occidentală | 62.167           | 1018,19         | Stema powiatului gryficki            |
| gryfiński           | Gryfino               | Pomerania Occidentală | 82.869           | 1869,54         | Stema powiatului gryfiński           |

### H
| Nume          | Reședință  | Voievodat | Populație (2005) | Suprafăța (km²) | Stemă                          |
| ------------- | ---------- | --------- | ---------------- | --------------- | ------------------------------ |
| hajnowski     | Hajnówka   | Podlasia  | 48.664           | 1623,65         | Stema powiatului hajnowski     |
| hrubieszowski | Hrubieszów | Lublin    | 69.240           | 1269,45         | Stema powiatului hrubieszowski |

### I
| Nume          | Reședință  | Voievodat            | Populație (2005) | Suprafăța (km²) | Stemă                          |
| ------------- | ---------- | -------------------- | ---------------- | --------------- | ------------------------------ |
| iławski       | Iława      | Varmia și Mazuria    | 89.958           | 1385,00         | Stema powiatului iławski       |
| inowrocławski | Inowrocław | Cuiavia și Pomerania | 165.969          | 1224,94         | Stema powiatului inowrocławski |

### J
| Nume          | Reședință      | Voievodat          | Populație (2005) | Suprafăța (km²) | Stemă                          |
| ------------- | -------------- | ------------------ | ---------------- | --------------- | ------------------------------ |
| janowski      | Janów Lubelski | Lublin             | 48.005           | 875,34          | Stema powiatului janowski      |
| jarociński    | Jarocin        | Polonia Mare       | 70.314           | 587,70          | Stema powiatului jarociński    |
| jarosławski   | Jarosław       | Podcarpația        | 122.175          | 1029,15         | Stema powiatului jarosławski   |
| jasielski     | Jasło          | Podcarpația        | 115.323          | 830,41          | Stema powiatului jasielski     |
| jaworski      | Jawor          | Silezia Inferioară | 52.279           | 581,25          | Stema powiatului jaworski      |
| jeleniogórski | Jelenia Góra   | Silezia Inferioară | 63.945           | 628,21          | Stema powiatului jeleniogórski |
| jędrzejowski  | Jędrzejów      | Sfânta Cruce       | 89.304           | 1257,15         | Stema powiatului jędrzejowski  |

### K
| Nume                    | Reședință         | Voievodat             | Populație (2005) | Suprafăța (km²) | Stemă                                    |
| ----------------------- | ----------------- | --------------------- | ---------------- | --------------- | ---------------------------------------- |
| kaliski                 | Kalisz            | Polonia Mare          | 80.151           | 1160,02         | Stema powiatului kaliski                 |
| kamiennogórski          | Kamienna Góra     | Silezia Inferioară    | 46.699           | 396,13          | Stema powiatului kamiennogórski          |
| kamieński               | Kamień Pomorski   | Pomerania Occidentală | 47.875           | 1006,65         | Stema powiatului kamieński               |
| kartuski                | Kartuzy           | Pomerania             | 107.859          | 1120,04         | Stema powiatului kartuski                |
| kazimierski             | Kazimierza Wielka | Sfânta Cruce          | 35.770           | 422,48          | Stema powiatului kazimierski             |
| kędzierzyńsko-kozielski | Kędzierzyn-Koźle  | Opole                 | 102.251          | 625,28          | Stema powiatului kędzierzyńsko-kozielski |
| kępiński                | Kępno             | Polonia Mare          | 55.194           | 608,39          | Stema powiatului kępiński                |
| kętrzyński              | Kętrzyn           | Varmia și Mazuria     | 66.784           | 1212,97         | Stema powiatului kętrzyński              |
| kielecki                | Kielce            | Sfânta Cruce          | 199.181          | 2247,45         | Stema powiatului kielecki                |
| kluczborski             | Kluczbork         | Opole                 | 70.519           | 851,59          | Stema powiatului kluczborski             |
| kłobucki                | Kłobuck           | Silezia               | 84.761           | 888,65          | Stema powiatului kłobucki                |
| kłodzki                 | Kłodzko           | Silezia Inferioară    | 167.618          | 1643,37         | Stema powiatului kłodzki                 |
| kolbuszowski            | Kolbuszowa        | Podcarpația           | 61.453           | 773,93          | Stema powiatului kolbuszowski            |
| kolneński               | Kolno             | Podlasia              | 39.955           | 939,73          | Stema powiatului kolneński               |
| kolski                  | Koło              | Polonia Mare          | 88.759           | 1011,03         | Stema powiatului kolski                  |
| kołobrzeski             | Kołobrzeg         | Pomerania Occidentală | 76.434           | 725,86          | Stema powiatului kołobrzeski             |
| konecki                 | Końskie           | Sfânta Cruce          | 84.239           | 1139,90         | Stema powiatului konecki                 |
| koniński                | Konin             | Polonia Mare          | 123.184          | 1578,71         | Stema powiatului koniński                |
| koszaliński             | Koszalin          | Pomerania Occidentală | 64.365           | 1669,09         | Stema powiatului koszaliński             |
| kościański              | Kościan           | Polonia Mare          | 77.675           | 722,53          | Stema powiatului kościański              |
| kościerski              | Kościerzyna       | Pomerania             | 66.591           | 1165,85         | Stema powiatului kościerski              |
| powiat kozienicki       | Kozienice         | Mazovia               | 61.768           | 916,95          | Stema powiatului kozienicki              |
| krakowski               | Cracovia (Kraków) | Polonia Mică          | 243.315          | 1229,62         | Stema powiatului krakowski               |
| krapkowicki             | Krapkowice        | Opole                 | 68.279           | 442,35          | nu are                                   |
| krasnostawski           | Krasnystaw        | Lublin                | 76.508           | 1067,18         | Stema powiatului krasnostawski           |
| kraśnicki               | Kraśnik           | Lublin                | 100.162          | 1005,34         | Stema powiatului kraśnicki               |
| krośnieński             | Krosno            | Podcarpația           | 109.397          | 923,79          | Stema powiatului krośnieński             |
| krośnieński             | Krosno Odrzańskie | Lubusz                | 56.607           | 1390,00         | Stema powiatului krośnieński             |